# Pere Compte
Pere Comte ou Pere Compte (XVe siècle) est un architecte catalan, natif de Gérone.
Comme maître d'œuvre de la cathédrale de Valence, on lui doit l'agrandissement de la première travée de la nef. Son œuvre la plus importante est la Loge de la soie à Valence (1482-1498).  En 1498 il commença les travaux pour la construction du Consulat de la mer, faisant partie de la Loge ainsi que de l'aménagement de La Nau en 1499. 
Il intervint également dans la construction des bâtiments importants comme les tours de Quart à Valence, la Cathédrale d'Orihuela et la Cathédrale de Tortosa. 
Il travaillera aux ordres de la famille Borgia dans le monastère Saint-Jérôme de Cotalba, proche de Gandia (Valence) où réalisera les sculptures du cloître supérieur et l'escalier gothique et dans le Collégiale Sainte-Marie de Gandia. 
Pere Compte est considéré comme un maître de l'art gothique valencien.